# Матијас Гриневалд
Матијас Гриневалд или Матис Готарт Нитарт ( р. око 1470. – † 1528. године) био је немачки ренесансни сликар. Гриневалд је представник позне готике експресивног спиритуализма.
У периоду од 1508-25. године, радио је као дворски сликар надбискупa из Мајнца. Године 1527. и због своје наклоности лутеранској доктрини, преселио се у Хале. Иако је његових идентификованих дела сачуван мали број, у њима је очигледно да је био упознат са италијанском ренесансном уметношћу, што се може пратити у неким архитектонским детаљима у позадинама његових слика. Гриневалдово сликарство има своје корене у немачкој готици. Његов стил се у потпуности развио у Изенхајмском олтару насталом у периоду између 1513–15. године, једном од најекспресивнијих дела западне хришћанске уметности. Моделовање фигуре Христа у централном панелу где је приказано Распеће, засновано на модулацији боје путем светлости, наглашава зглобове удова, где покрет открива цео унутрашњи доживљај патње.

## Име
После године 2002. истраживачке публикације од Карл Арндта су откриле да се уметник звао Готхарт а по презимену Нитхарт и да је његов монограм био М. Г. Н. (Матхис Готхарт Нитхарт). У историју уметности је ушао као Матијас Гриненвалд што можемо захвалити Јоахиму Садранту његовом првом биографу и биографији која је настала 1675 — 1679. године и овакво име се употребљава и у немачком простору и интернационално је прихваћено.

## Биографски подаци
Матијас Готхарт Нитхарт назван Гриневалд је, поред Дирера, други велики сликар ренесансе на северу, родио се око 1470/1480. у Вирцбургу и 1528. умро је у Хале на Залеу. Грешком хроничара из 17. века, назван је Гриневалд. Постао је познат искључиво у 20. веку. Није познато где је стекао своје образовање, али је извесно да је познавао дело Мантење, Леонарда, Рафаела, Хијеронима Боша и Холбајна. Одрастао је у Вирцбургу а између 1501. и 1521. године је био власник једне радионице у Зелигенштату. Већину свог живота је провео у Мајнцу. Био је протестант и одобравао је учење Мартина Лутера.
Од његових првих дела је познато Христ на крсту 1502/1503. године. Године 1510. радио је као грађевински и инжењер хидраулике у служби надбискупа у Мајнцу. У то време слика вишеделне табле олтара за цркве и катедрале стварајући своја олтарна дела по којима је постао познат.
Око 1515. године, Гриневалд је добио највећу и најважнију наруџбу своје каријере. Гвидо Гверси, италијански прецептор или витез, који је био на челу вјерске заједнице у манастиру реда Светог Антуна Падованског у Изенхајму, на југу Алзаса, затражио је од уметника да наслика серију крила за светиште високог олтара који је око 1505. године изрезбарио Никлаус Хагенвар из Стразбурга. Тема крила Изенхајмског олтара, углавном заснована на популарном, мистичном тексту Откривење Свете Бригите (писаном око 1370), је омогућила Гриневалдовом генију да досегне врхунац свога израза.
Године 1516. је постао дворски сликар племића- курфирта Албрехта Бранибуршког. Из непознатих разлога и вероватно због својих лутерански убеђења, морао је да напусти ово радно место 1520. године.
Гриневалд се преселио у Хале и радио је поново као инжењер грађевинар за водене градње и фонтане и убрзо је ту умро. Уметникови пријатељи у служби кардинала Албрехта потписали су његову смртовницу. Већина његових дела је изгубљена, а сачуван је један ред цртежа у мекој креди, у ствари припремне студије за олтаре које је сликао и које показују његово познавање италијанске графике. Његови цртежи су под утицајем једног мистично- визионарског стила са наглашеним гестом који носи одјеке у позној готици.
Детаљи његова живота прилично су неразјашњени за сликара тако великог значаја каквог је био Гриневалд. Вероватно је рођен у Вирцбургу. Живео је у стилу сликара који је био и архитекта и предузимач и није се нигде покоравао правилима. Ни на једном месту није провео дуго времена. Подржавао је идеје протестантизма и Мартина Лутера, али је зависио од мецена римокатолика. Био је надахнут индивидуалистичким духом ренесансних уметника у Италији. Његово право презиме није Гриневалд, што је погрешка аутора из 17. века Јоахима вон Сандрарта, од којег нам потичу подаци о овом сликару, који га је помешао са другим уметником који је Гриневалда упоредио са Коређом.
У старим документима налазимо га под именом „Матхис дер Малер“, знамо да је користио два презимена Готхарт и Нитхардт, и да је један од монограма који је употребљавао на својим делима био "M.G.N." (Матис Готарт Нитарт). Поред овог монограма који се појављује два пута у његовим делима "M.G.N." употребљавао је и монограме "M.G." и "m.g.". Умро је у Халеу 1528. године. Његових дела сачуван је мали број.
Он не дугује италијанској уметности такорећи ништа а научио је да употребљава перспективу и ниске хоризонте које можемо открити у његовим делима као и физичку бујност његових ликова које приказује. Ренесанса је можда најснажније оставила на њега утиске у психолошком смислу. Познато је и да је његов ученик био Ханс Гример.

## Стил
Гриневалдов стил је био натуралистички и фантастичан, форме које употребљава су неуобичајене и приближава се ренесансном сликарству. У свом натурализму се Гриневалд иживљава на израњаваном телу Христа и жалошћу ојађених лица Марије и Јована.
За разлику од идеализма и хуманизма развијене ренесансе Гриневалд је употребљавао насиље и трагедију у светлосно високим контрастним областима. Управо ови елементи који се могу уочавати у његовим раним радовима од њега праве мајстора индивидуалног стила пуно развијенога и уочљивог у његовом олтаском делу, и са правом је сматрано да је претходник експресионизма.
Употребљава различите интензитете светлости, од пуно осветљеног, када Крист устаје из мртвих до стапања са сенком у откровењу. Дело се одликује и одскаче јединственошћу у колориту и сналажљивошћу сликара. Неуобичајено је употребљавао дугине боје и целина је увек упечатљива и велелепна.
Од немачких уметника му је био најближи Балдинг Грин, са којим је често био змењиван.

## Дело и карактеристике
Значајан део његовог дела је нестала и данас познајемо само 13 његових дела.
- Његово главно дело је Изенхајмски олтар настао између 1513. и 1515. године који комбинује сликарство и вајарство са савршеним изображењем израза и људског тела у покрету. Сада се може видети у музеју у Колмару у Француској. Био је наручен од стране праецептора Гуида Гуерсија као главни олтар за манастирску цркву св. Антонија у Исенхајму у Алзасу у Француској. Ово дело је током дугог времена приписивано Албрехту Диреру а делује на нас снагом којом је осликана Сикстинска капела од стране једног Микеланђела. Ова резбарена шкриња има два пара крила која се покрећући стварају три позорнице. У склопљеном стању се види Распеће која је вероватно најимпресивније које је икада насликано. Распеће је по своме деловању озбиљно док је када се отворе спољашња крила даље сцене већ много ведрије. На крилима овог складног олтара се налази Св. Антоније и Св Себастијан и ред великих појава на лицу и задњим странама појединих крила; Девица Марија ослављивана анђелима у готској архитектури и Мадона- Марија као мати са малим Кристом у наручју, на задњој страни су такође ; прикази из живота светаца Антонија и Павла, Кристово устајање из мртвих и откровење Маријино а на другој страни и разапињање Христа на крст са Маријом и Јованом. Рељеф у средини представља полагање Христовог тела у гроб. Овде је најупадљивије постављање покрета који прожима ове слике које конфронтира са схватањима из позне готике. Светлост коју употребљава је богата у преливима боја и карактеризована је беспримереном смелошћу и може се мерити и упоређивати само са бојом у сликама у Венецији.
- Ругање Христу 1503. године, дрвена плоча 109 x 74
- Распеће Христа, довршено око 1505. године, дрвена плоча 179 x 92
- Крила Хелеровог олтара, око 1510—1512. године платно на дрву 185 x 150
- Чудо са снегом, 1517—2519. године дрво 179 x 92
- Девица Марија са дететом, око 1518. године 62 x 46
- Св. Еразмус и Мауриције око 1521—1523. дрвена плоча 226 x 176
- Оплакивање Христа, око 1524—1523. дрвена плоча 36 x 136

## Галерија
- Распеће Христа, дрвена плоча, Национална галерија у Вашингтону 1502.
- Ругање Христу, дрвена плоча, Стара пинакотека у Минхену, 1503 — 1505.
- Изенхајмски олтар, Распеће
- Изенхајмски олтар, Устајање из мртвих, дрвена плоча, Колмар, 1515.
- Мадона, дрвена плоча, Шупах, 1517 — 1519.
- Оснивање Санта Марија Мађоре у Риму, 1517 — 1519.
- Св. Морис и Св. Еразмо, Стара пинакотека у Минхену, 1517 — 1523.
- Аутопортрет